# كومبومارينو
 كومبومارينو، (بالإنجليزية: Campomarino)‏، (الإيطالية:Këmarini)، هي مدينة و(بلدية) في مقاطعة كامبوباسو، في المنطقة الإيطالية موليزي، وتقع على بعد حوالي 50 كم (31 ميل) شمال شرق كامبوباسو، وحوالي 5 كيلومترات (3 ميل) جنوب شرق تيرمولي.

## السكان
في سنة 1861 بلغ عدد السكان 1٬616 نسمة، وتطور العدد ليصل في سنة 2018 لـ 8٬074 نسمة.
يظهر هذا المخطط البياني تطور النمو السكاني لـ كومبومارينو

## توأمة
لكومبومارينو اتفاقيات توأمة مع:
- كوتور